# Hongdu JL-8
JL-8/K-8 — китайско-пакистанский учебно-боевой самолёт, разработанный компанией Hongdu конце 1980-х гг.
Создан для замены устаревших учебно-боевых самолётов JJ-5 (копия МиГ-17) и Cessna T-37 Tweet в ВВС КНР и ВВС Пакистана соответственно.
Поставляется как для подготовки пилотов ВВС КНР и ВВС Пакистана, так и на экспорт под обозначением K-8 Karakorum.
Является одним из самых распространённых учебно-боевых самолётов в мире. Начиная с 1993 года было построено более 500 JL-8/K-8.

## История создания и производства
В 1986 году было образовано китайско-пакистанское совместное предприятие для разработки нового учебно-боевого самолёта, в котором китайская компания Hongdu Aviation Industry Group (HAIG) внесла 88 % инвестиций
Разработка самолёта было начато в 1987 году. Первые прототипы были собраны в январе 1989 года. Первый полёт нового учебно-боевого самолёта состоялся 26 ноября 1990 года. В 1992—1996 гг в КНР была выпущена мелкосерийная партия из 15 самолётов, 6 из которых были поставлены в Пакистан. Решение про производство самолёта на территории Пакистана было принято в 1994 году.
Первоначально планировалось установить американский двигатель Garrett (сейчас Honeywell) TFE731-2A, и авионику компаний Collins и Magnavox. Однако поставка этих комплектующих попала под санкции США в связи с событиями на площади Тяньаньмэнь в 1989 году.
В июне 1998 года в ВВС КНР были поставлены первые 6 JL-8, оснащённые украинским двигателем «Ивченко-Прогресс» АИ-25ТЛК.
Впоследствии была разработана усовершенствованная версия самолёта под названием L-11, оснащённая китайской лицензионной копией «Ивченко-Прогресс» АИ-25ТЛК. Первый полёт L-11 состоялся в декабре 1998 года, а окончательная сертификация — в марте 2003 года.

## Описание конструкции

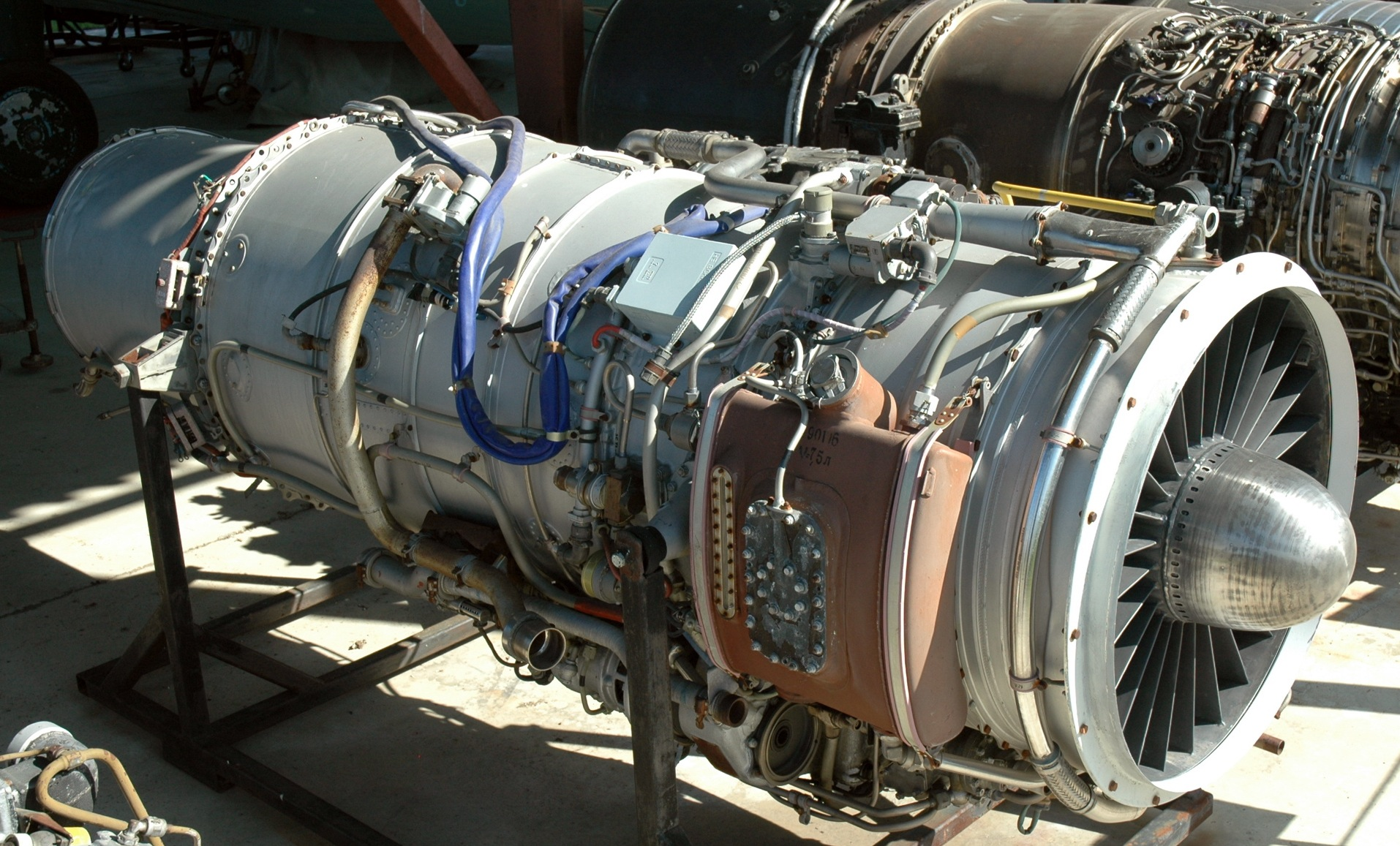
Авиационный двухконтурный турбореактивный двигатель «Ивченко-Прогресс» АИ-25ТЛ

JL-8/K-8 был задуман как многофункциональный учебно-боевой самолёт, который имел бы наилучшее сочетание «цена-качество» и минимально возможные эксплуатационные расходы. В зависимости от модификации на самолёт устанавливаются разные двигатели и авионика.
Модификации для ВВС КНР оснащаются двигателем WS-11 (лицензионная копия «Ивченко-Прогресс» АИ-25ТЛ с тягой 16,9 кН), в то время как на экспортные самолёты ставят ТРРД Honeywell TFE731-2A-2A с тягой 15,6 кН, который имеет цифровую систему управления и не подпадает под действие экспортных ограничений США.
Расчётный ресурс фюзеляжа самолёта составляет 8000 часов.

## Модификации

### Для КНР
- JL-8 — базовая модификация для ВВС КНР, оснащённая украинским двигателем «Ивченко-Прогресс» АИ-25ТЛК[1]
- L-11 — модернизированная версия JL-8, оснащённая двигателем WS-11 (лицензионной копией «Ивченко-Прогресс» АИ-25ТЛК)[2]

### Экспортные
- K-8 — базовая экспортная модификация, оснащённая американским двигателем Garrett TFE731-2A
- K-8E — модификация для ВВС Египта; улучшен фюзеляж и авионика
- K-8P — модификация для ВВС Пакистана; установлена «стеклянная кабина»
- K-8V — авиатренажёр
- K-8W — модернизация для ВВС Венесуэлы
- K-8VB — модификация для ВВС Боливии

## Лётно-технические характеристики
Источник данных: 

Технические характеристики
- Экипаж: 1 или 2 человека
- Длина: 11,6 м
- Размах крыла: 9,63 м
- Высота: 4,21 м
- Площадь крыла: 17,02 м²
- Масса пустого: 2687 кг
- Нормальная взлётная масса: 3630 кг
- Максимальная взлётная масса: 4330 кг
- Силовая установка: 1 × ТРДД Garrett TFE731-2A (WS-11)
- Тяга: 1 × 15,6 (16,9) кН

Лётные характеристики
- Максимальная скорость: 800 км/ч
- Крейсерская скорость: 680 км/ч
- Практическая дальность: 1400 км
- Перегоночная дальность: 2140 км
- Практический потолок: 13 600 м
- Скороподъёмность: 27 м/с
- Длина разбега: 440 м
- Длина пробега: 530 м
- Максимальная эксплуатационная перегрузка: +7/-3 g

Вооружение
- Стрелково-пушечное: 1×23-мм Type 23-1
- Боевая нагрузка: 1000 кг
- Управляемые ракеты: «воздух-воздух» PL-2/PL-5/PL-7 или R.550 Magic
- Неуправляемые ракеты: 4×ПУ 55-мм или 90-мм
- Бомбы: 4×250 кг корректируемые или обычные бомбы

## Экспорт
| Дата подписания контракта | Страна-покупатель | Количество самолётов | Сумма сделки | Срок поставки      | Примечания |
| ------------------------- | ----------------- | -------------------- | ------------ | ------------------ | --- |
| 2005 год                  | Зимбабве          | 6                    |              |                    | |
| Июнь 2006 года            | Гана              | 4 + тренажёр         |              |                    | |
| 2008 год                  | Венесуэла         | 18                   |              | Декабрь 2010 года  | |
| н/д                       | Замбия            | 8 K-8P               |              | 21 марта 2012 года | С учётом поставки новой партии самолётов, общее количество K-8 на вооружении ВВС Замбии выросло до 15 единиц. |
| 19 января 2011 года       | Боливия           | 6 K-8                | $58 млн      | Апрель 2011 года   | Куплены в счёт экспортного кредита, предоставленного КНР.                                                     |

## На вооружении

### Состоит на вооружении

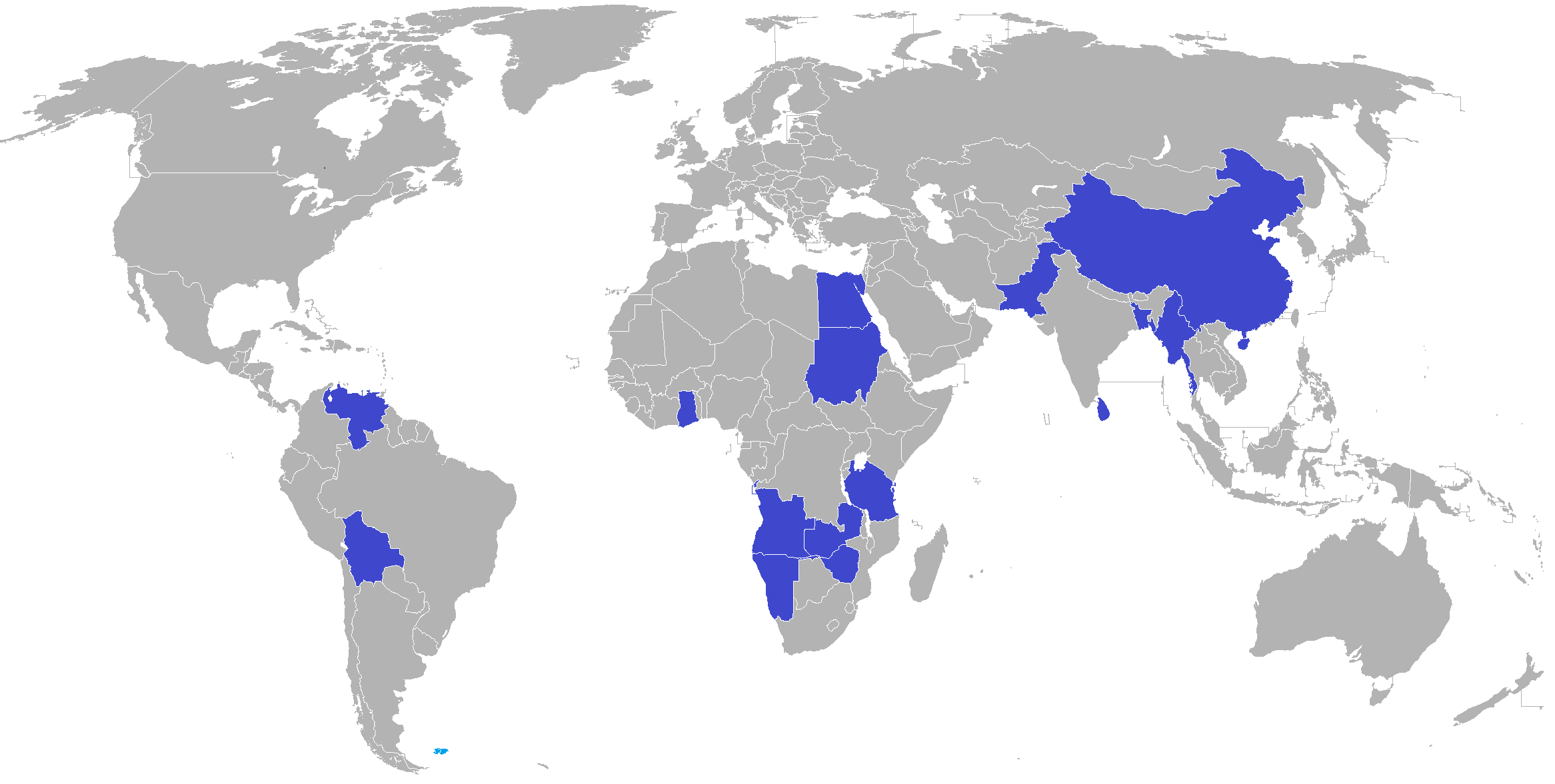
Страны в которых JL-8/K-8 стоит на вооружении отмечены красным, состоял на вооружении — темно красным.

- Боливия — 6 K-8VB Karakorum, по состоянию на 2012 год[11]
- Египет — 118 K-8E (80 собраны с китайских самолёто-комплектов + 40 построены в Египте, из них 2 было потеряно в авариях), по состоянию на 2012 год[12]
- Гана — 6 K-8 Karakorum, по состоянию на 2012 год[13]
- Мьянма — 12 K-8 Karakorum (+50 заказано), по состоянию на 2012 год[14][15]
- Намибия — 12 K-8 Karakorum, по состоянию на 2012 год[16]
- Пакистан — 12 K-8 и 48 K-8P (+32 K-8P в заказе), по состоянию на 2012 год[17]
- Китай:
  - ВВС КНР — 350 JL-8, по состоянию на 2016 год[18]
  - ВМС КНР — 12 JL-8, по состоянию на 2012 год[19]
- Шри-Ланка — 6 K-8 Karakorum, по состоянию на 2012 год[20]
- Судан — 6 K-8S, по состоянию на 2012 год[21]
- Танзания — 6 K-8 Karakorum, по состоянию на 2012 год[22]
- Венесуэла — 16 K-8W Karakorum, по состоянию на 2012 год[23]. В 2008 году было приобретено 18 K-8W, 2 из которых потерпели крушение: один разбился в 2010 году и один — в 2012 году[24].
- Замбия — 15 K-8 Karakorum, по состоянию на 2012 год[9]
- Зимбабве — 11 K-8E, по состоянию на 2012 год[25]

### Состоял на вооружении
- Марокко — 20 K-8 Karakorum. Сняты с вооружения по состоянию на 2012 год

## Галерея фотографий

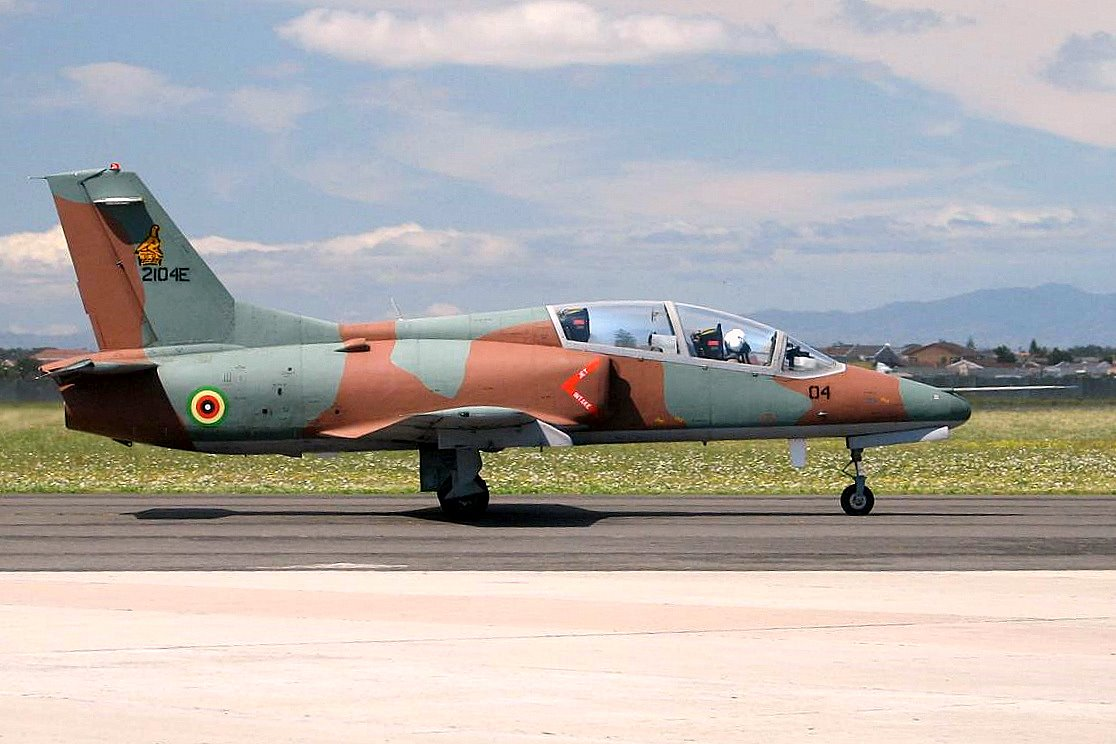
K-8 Karakorum ВВС Зимбабве
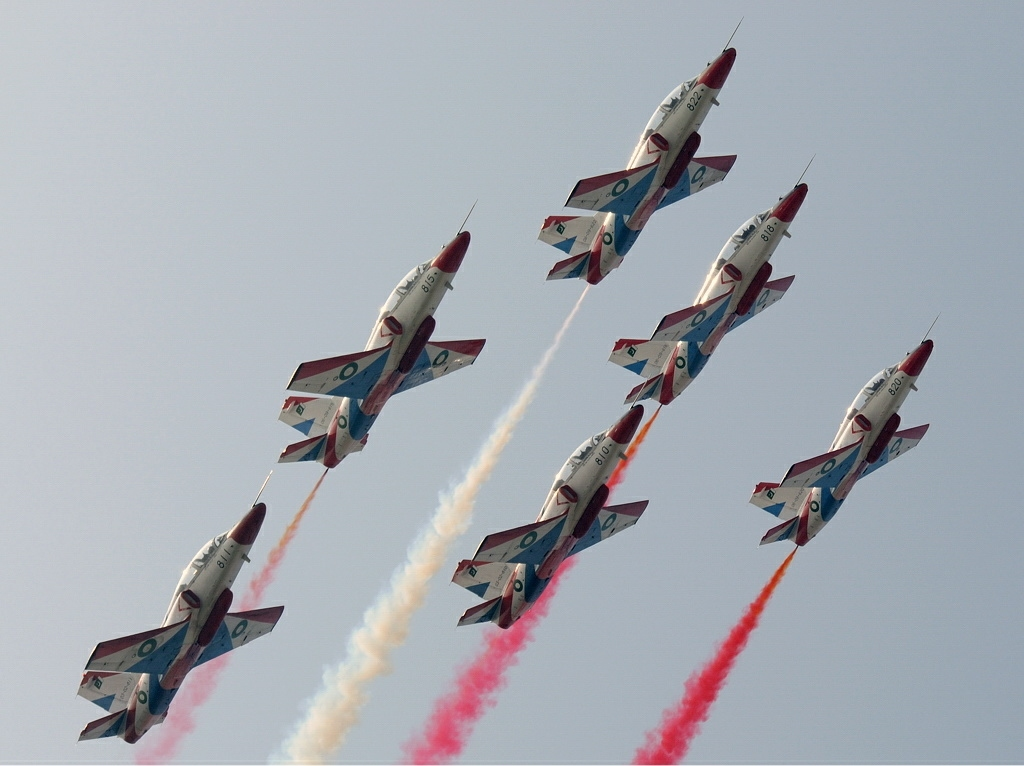
K-8Р ВВС Пакистана
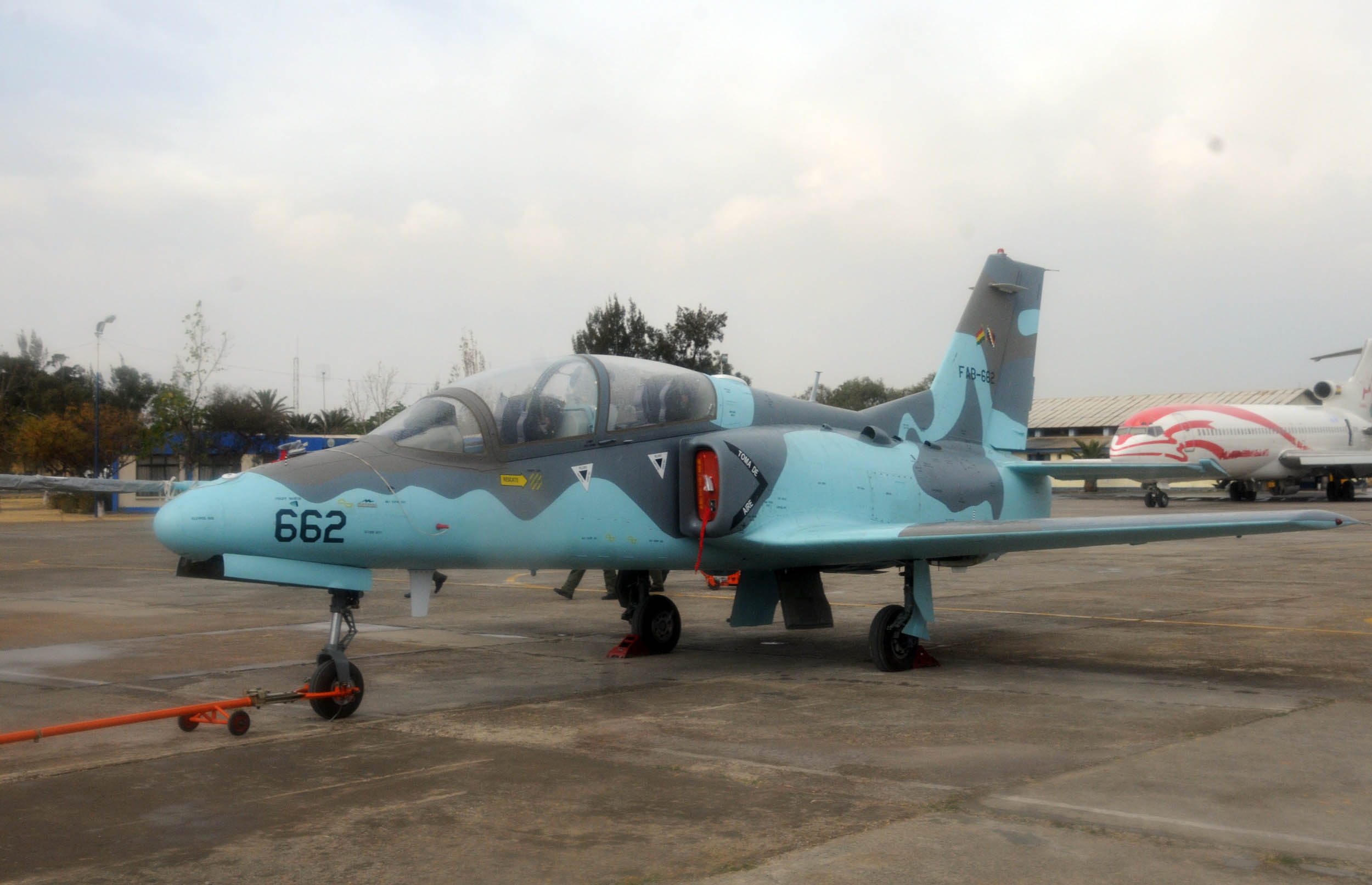
K-8VB Karakorum ВВС Боливии
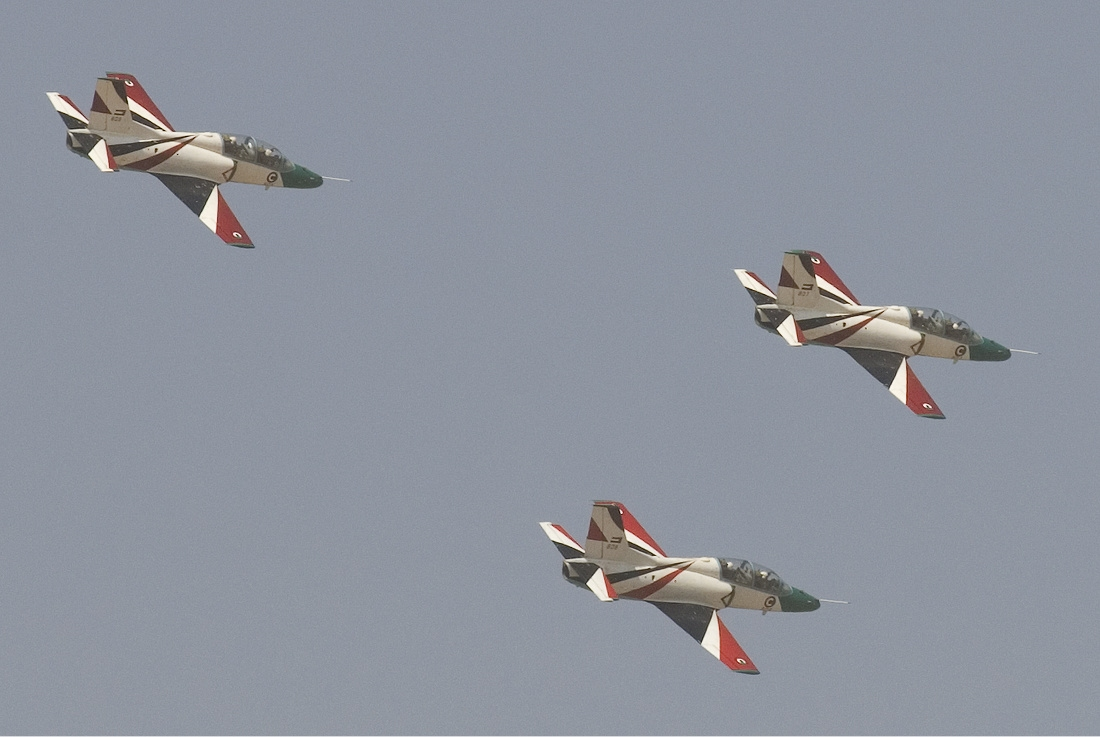
K-8 Karakorum ВВС Судана